# Pachymerium tridentatum
Pachymerium tridentatum är en mångfotingart som beskrevs av Lawrence 1960. Pachymerium tridentatum ingår i släktet Pachymerium och familjen storjordkrypare.
Artens utbredningsområde är Madagaskar. Inga underarter finns listade i Catalogue of Life.